# 강태만
강태만(姜泰萬, 1909년 3월 29일 ~ ?)은 일제강점기의 경찰관이다.

## 생애
1930년부터 1935년 9월 30일까지 함경북도 경흥경찰서 순사로 근무했으며, 만주사변 당시 항일 무장 부대에 대한 소탕 작전과 일본군의 군사 수송에 대한 경계 업무를 수행했다. 1932년 5월 4일 일본 영사관 경찰서 흑정자(黑頂子) 분서를 습격한 중국 공산당 훈춘현 소속 항일 무장 세력에 대한 소탕 작전에 가담했다.
1933년 2월 6일 함경북도 경흥군 경흥면 포은동에서 항일 무장 부대원 김영길 외 1명을 체포했으며, 같은 해 2월 18일에는 조선 진공 작전을 펼치고 있던 중국 공산당 훈춘현 유격대 소속 무장 부대원 15명에 대한 소탕 작전에 가담했다. 1934년 만주 사변에 협력한 공로를 인정받아 일본 정부의 만주 사변 공적 조서에서 공로 갑에 상신되었고, 같은 해 8월 27일에는 만주 사변 종군 기장에 상신되었다. 1935년 4월 29일 만주 사변에 협력한 공로를 인정받아 일본 정부로부터 만주 사변 종군 기장과 상금을 받았으며, 같은 해 7월 25일 공로 갑(功勞 甲)을 받았다.
1938년 7월에 일어난 장고봉 사건 당시 외사고등형사로 근무하는 동안 각종 정보를 수집하고 민중에 대한 사찰 활동을 수행하는 한편, 민심 동요 방지를 위한 선전 업무, 유언비어 단속, 외국 간첩에 대한 검거 활동을 수행했다. 또한 만주국으로 긴급 파병된 일본군 제19사단에 통역과 급양 등 각종 편의를 제공했고, 1938년 8월 1일부터 8월 5일까지 만주국 일대로 잠입한 뒤 소련군에 대한 각종 정보를 수집했다.
1940년 4월 29일 중일 전쟁에 적극 협력한 공로를 인정받아 일본 정부의 중일 전쟁 공적 조서에서 훈로 갑(勳勞 甲)에 상신되었고, 일본 정부로부터 훈8등 서보장을 받았다.
2008년 발표된 민족문제연구소의 친일인명사전 수록예정자 명단과 2009년 친일반민족행위진상규명위원회가 발표한 친일반민족행위 705인 명단에 포함되었다.

## 참고자료
- 친일반민족행위진상규명위원회 (2009). 〈강태만〉. 《친일반민족행위진상규명 보고서 Ⅳ-1》. 서울. 162~171쪽.